# Heterogen blandning
En heterogen blandning är en blandning av två eller flera ämnen, där ämnena inte är helt sammanblandade på molekylnivå utan är lätt åtskiljbara, antingen genom att det syns i kraftig förstoring eller att ämnena självmant skiljer sig åt om blandningen lämnas utan yttre påverkan.
Ett exempel på det förra är om man till exempel blandar salt och socker. Plockar man ut ett enskilt korn kan man lätt avgöra om kornet är ett saltkorn eller sockerkorn. Blandningen är heterogen. Ett exempel på det andra är om man blandar olivolja och vinäger till en salladsdressing. Lämnad åt sig själv kommer blandningen att dela sig genom att oljan flyter upp ovanpå vinägern. Blandningen är heterogen.
Om man däremot, till skillnad från i det första fallet, blandar salt och socker i ett glas vatten så att båda ämnena löser sig, går det inte att skilja dem åt. Blandningen är en homogen blandning.